# Красний Яр (Уфимський район)
Кра́сний Яр (рос. Красный Яр, башк. Ҡыҙылъяр) — село у складі Уфимського району Башкортостану, Росія. Адміністративний центр Красноярської сільської ради.
Населення — 1615 осіб (2010; 1569 у 2002).
Національний склад:
- росіяни — 51 %
- татари — 29 %